# 「もっと、生きたい…」
『「もっと、生きたい…」』 （もっといきたい） は、Yoshiによるケータイ小説、並びにそれを原作とした漫画作品。
zavnサイトにおいて2000年（著者の代表作『Deep Love』とほぼ同時期）から『めいる』の題で連載開始した作品で、連載当時はサイトアクセス3000万件を記録した。
2004年12月21日、連載版に大幅な加筆修正を行ったものが『「もっと、生きたい…」』の題でスターツ出版より書籍が発売された。発売から3週間で50万部を売り上げを記録し、2005年には文芸書での全国書店売上第1位を獲得するに至る。

## 物語
携帯電話に件名「down」の電子メールが届くと同時に、所持者の身体の一部が切り取られてしまうという不可解な猟奇事件が続いていた。警察は各事件のメールの発信元が、サイバーフォン社に勤める男・神野の所持するPCだという事を突き止め、神野は身に覚えのない容疑を晴らすために独自に事件を追っていくが、その中でかつて自分自身が犯した罪の産物と向き合う事となる。

## 登場人物
神野（かんの）
サイバーフォン社に務める男性。かつては「伝説の天才プログラマー」と謳われた程の人物だったが、人工プログラムの開発に没頭するあまり、恋人の瞳をすれ違いで亡くしてから一線を引いていた。
高橋 真由美（たかはし まゆみ）
事件の最初の被害者、高橋梨花の妹。神野と親しく、彼と事件を追っていく。大学で亮という名の青年と出会うが、彼の正体はイエスが造り出した人造人間であり、彼とイエスの狭間で翻弄されてしまう。
本田警部（ほんだ -）
連続猟奇事件を担当する極秘捜査チームに参加している警部。過去にまた別種の超常的な事件に関わった事がある。
イエス・キリスト
神野の携帯電話からデータを盗み、多くの人々に対して猟奇事件を引き起こした犯人。その正体はかつて神野が途中まで作り上げた「意思を持つ人工プログラム」であり、彼と瞳の間に生まれた赤子の魂だった。人々から奪い集めた身体のパーツを組み合わせて作った、完璧な人間だけの世界を作ろうと企んでいる。

## 漫画版
『週刊ヤングジャンプ』で中祥人、『マーガレット』で安藤ゆきによる漫画版が連載された。単行本はいずれも全2巻。